# Ptilinop de les Tonga
El ptilinop de les Tonga (Ptilinopus porphyraceus) és una espècie d'ocell de la família dels colúmbids (Columbidae) que habita els boscos de les illes Carolines, illes Marshall sud-occidentals, Fiji, Wallis i Futuna, Samoa, Tonga i Niue.